# Miletus major
Miletus major är en fjärilsart som beskrevs av Rothschild 1917. Miletus major ingår i släktet Miletus och familjen juvelvingar. Inga underarter finns listade i Catalogue of Life.